# Fernando Urdapilleta
Fernando Vicente Urdapilleta González Bonorino, né le 5 août 1924 à Buenos Aires et mort le 17 août 2013 dans la même ville, est un militaire et cavalier argentin. 

## Biographie
Il est le gouverneur de la province de Jujuy de 1976 à 1981 durant la dictature militaire en Argentine.

### Carrière sportive
Il est médaillé d'or du concours complet par équipe lors des Jeux panaméricains de 1951 à Buenos Aires avec Julio César Sagasta et Pedro Mercado ; il est également lors de ces Jeux médaillé d'argent de l'épreuve individuelle de concours complet. Il participe ensuite aux Jeux olympiques d'été de 1960 à Rome.